# Barsuczyna
Barsuczyna (biał. Барсучына, ros. Борсучино, Borsuczino) – chutor na Białorusi, w obwodzie witebskim, w rejonie miorskim, w sielsowiecie Powiacie. W 2019 liczył 1 mieszkańca.